# حسین ستوده
کربلایی حسین ستوده (زادهٔ ۲۲ مرداد ۱۳۶۹ در تهران) مداح اهل‌بیت (ع) ایرانی است که به‌واسطه صدای خوش، سبک منحصربه‌فرد، خلوص نیت و اشعاری با مضامین معنوی شناخته می‌شود .

## زندگی‌نامه
حسین ستوده در خانواده‌ای مذهبی متولد شد. مادرش قاری قرآن بود و نقش مؤثری در رشد علاقه وی به مجالس عزاداری داشت. او نخستین نوحهٔ رسمی خود را در شب ششم محرم در سن حدود ۹ یا ۱۰ سالگی در مسجد محله اجرا کرد، تجربه‌ای که نقطه شروع مداحی جدی او بود .

## آموزش و سبک
مداحی را زیر نظر حاج غلامرضا عینی‌فرد آغاز کرد و همچنین تأثیرگذاری برادر بزرگ‌ترش، حاج حسین عینی‌فرد، نیز در روند رشد او قابل توجه است. سبک او هم‌چنین تا حدودی متاثر از اجرای حاج منصور ارضی است .  
از دیدگاه او، مداح باید خلوص نیت، ارتباط صادقانه با مخاطب و تمرکز بر مضامین معرفت‌رسان را اولویت قرار دهد و از اشعار سطحی یا تحریک‌گر پرهیز کند .

## آثار برجسته
از جمله مداحی‌های شناخته‌شده او می‌توان به موارد زیر اشاره کرد:  
- «خوب خوبان»  
- «بنی هاشم همه زیبا»  
- «محشر رقیه»  
- «تو اون آغوش گرمی»  
- «عالم پی چشماشه»  
- «رهام نکن»  
- «والا مقام یا ام‌البنین»  
- «باز نم بارون»  
- «می‌شه برگردم آقا»  
- «اهل کربلام»  
- «آخر میرم یه روز واسه زندگی کربلا» 
آثار دیگری مانند «میم مثل مادر»، «اصلاً می‌شنوی این صدامو»، «حس قشنگیه»، «لیلا نبض دل مجنونه» نیز از مداحی‌های پرطرفدار او هستند .

## فعالیت‌ها و جلسات مذهبی
ستوده جلسات منظمی در هیئت «زوارالبقیع» تهران برگزار می‌کند که بسیاری از سخن‌رانی‌ها، مداحی‌ها و کلیپ‌های تصویری آن از طریق کانال‌های رسمی منتشر می‌شود .  
پایگاه رسمی ایشان نیز آرشیوی از صوت‌ها، ویدیوها و اعلام مراسم دارد که برای عموم قابل دسترسی است .

## حضور در فضای مجازی
او دارای حساب‌های رسمی فعال در اینستاگرام، ایتا و سایر شبکه‌های اجتماعی است که مخاطبان زیادی را جذب کرده‌اند. صفحه رسمی اینستاگرام او نزدیک به ۶۲۰ هزار دنبال‌کننده دارد و کانال ایتا نیز بیش از ۳٫۹ هزار عکس و بیش از هزار فایل ویدیویی منتشر کرده است .

## سبک شعر و شاعری
در کنار اجرای مداحی، گاهی خود او نیز اشعاری مذهبی می‌سراید که مضمون آن‌ها عمدتاً تقدیر، توسل و عشق به اهل‌بیت (ع) است .

## ویژگی‌ها و دیدگاه‌ها
وی به اخلاق‌مداری، ساده‌زیستی و صداقت در هیئت شناخته می‌شود. لهجه آذری‌زبان او نیز به‌طور طبیعی در اجراهایش قابل شنیدن است. شور و انگیزه‌ی قانونی در اشعار، اجتناب از اغراق و اشعار تحریک‌آمیز و وفاداری به پیام اهل‌بیت از اصول اساسی دیدگاه اوست .